# Double concerto pour piano, violoncelle et orchestre de Kurtág
Pour les articles homonymes, voir Double concerto.
Le Double concerto pour piano, violoncelle et orchestre opus 27 no 2 est un concerto de György Kurtág. Composé en 1989 pour une commande de l'Ensemble intercontemporain  et de l'Ensemble Modern de Francfort, il est créé le 8 décembre 1990 par Zoltán Kocsis au piano, Miklós Perényi au violoncelle, l'Ensemble Intercontemporain et l'Ensemble Modern sous la direction de Péter Eötvös. L'ouvrage a reçu le prix de composition musicale de la fondation Prince Pierre de Monaco en 1993.

## Structure
1. Poco allegretto
2. Istesso tempo (quasi più mosso)
3. Presto agitato
4. Adagio - Largo

- Durée d'exécution: quinze minutes.